# Zigouille-moustique
Le zigouille-moustique est un plat valaisan apparenté à la croûte au fromage. Mets rustique, il est fait de pain rassis  imbibé de lait et mélangé avec du fromage d'alpage, du beurre et des œufs.